# 쿨라만

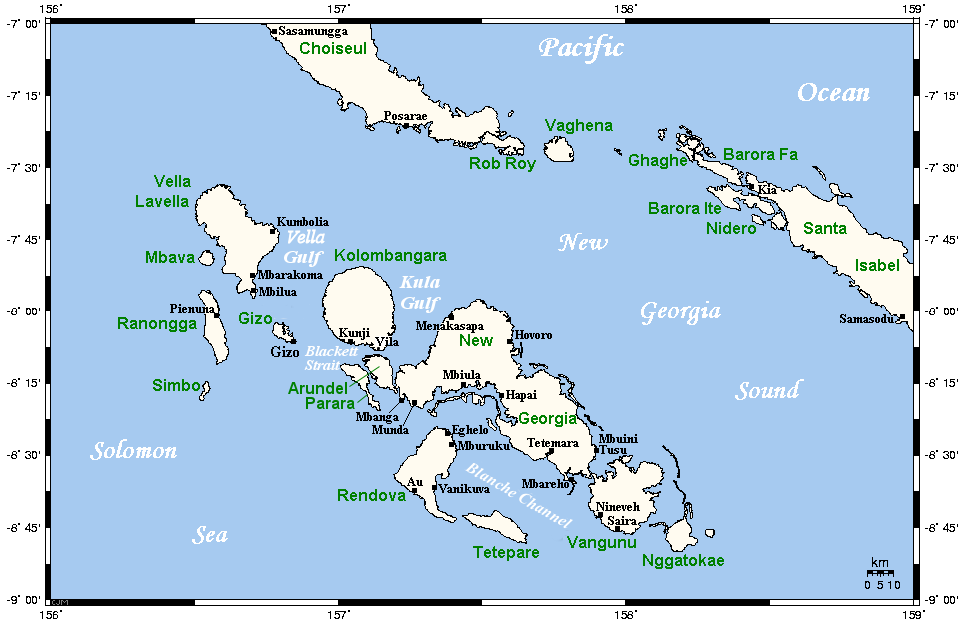
쿨라만(콜롬방가라섬과 뉴조지아섬 사이에 있는 곳이 쿨라만)

쿨라만(Kula Gulf)은 솔로몬 제도 서부주에 위치한 수로로, 서쪽으로는 콜롬방가라섬, 남서쪽으로는 아룬델섬, 남쪽과 동쪽으로는 뉴조지아섬, 북쪽으로는 뉴조지아 해협과 접한다. 남서쪽에 있는 블래킷 해협과 베야만, 솔로몬해로 이어진다.
태평양 전쟁 중이던 1943년 7월 이 곳에서 일본제국 해군과 미국 해군 사이에 전투(쿨라만 해전)가 벌어졌다.